# Probythinella lacustris
Probythinella lacustris är en snäckart som först beskrevs av F. C. Baker 1928.  Probythinella lacustris ingår i släktet Probythinella och familjen tusensnäckor. Inga underarter finns listade i Catalogue of Life.